# Плейнфілд (містечко, Вісконсин)
Плейнфілд (англ. Plainfield) — місто (англ. town) в США, в окрузі Вошара штату Вісконсин. Населення — 924 особи (2020).

## Демографія
Згідно з переписом 2010 року, у місті мешкало 550 осіб у 207 домогосподарствах у складі 145 родин. Було 255 помешкань
Расовий склад населення:
| - 88,9 % — білих - 1,1 % — чорних або афроамериканців - 0,2 % — азіатів - 5,6 % — осіб інших рас |

До двох чи більше рас належало 4,2 %. Частка іспаномовних становила 10,9 % від усіх жителів.
За віковим діапазоном населення розподілялося таким чином: 23,5 % — особи молодші 18 років, 63,8 % — особи у віці 18—64 років, 12,7 % — особи у віці 65 років та старші. Медіана віку мешканця становила 40,2 року. На 100 осіб жіночої статі у місті припадало 100,7 чоловіків;  на 100 жінок у віці від 18 років та старших — 101,4 чоловіків також старших 18 років.
Середній дохід на одне домашнє господарство  становив 70 991 долар США (медіана — 57 333), а середній дохід на одну сім'ю — 77 551 долар (медіана — 60 179). Медіана доходів становила 52 411 долар для чоловіків та 36 667 доларів для жінок. За межею бідності перебувало 5,2 % осіб, у тому числі 5,9 % дітей у віці до 18 років та 4,4 % осіб у віці 65 років та старших.
Цивільне працевлаштоване населення становило 256 осіб. Основні галузі зайнятості: сільське господарство, лісництво, риболовля — 19,5 %, виробництво — 19,1 %, транспорт — 13,7 %, фінанси, страхування та нерухомість — 9,8 %.